# Animal Factory (romanzo)
Animal Factory (The Animal Factory) è il secondo romanzo scritto da Edward Bunker, pubblicato nel 1977.

## Trama
Ron Decker, giovane di buona famiglia, viene arrestato per possesso di marijuana. In prigione il ragazzo si attira le simpatie di Earl Copen, che all'inizio lo aiuta con i primi problemi all'interno della prigione.

## Trasposizione cinematografica
Su sceneggiatura dello stesso Bunker, Animal Factory è divenuto nel 2000 il film di Steve Buscemi, con Willem Dafoe e Edward Furlong.